# Jos Nosy-Bé
El Jos Nosy-Bé es un equipo de fútbol de Madagascar que juega en la Segunda División de Madagascar, la segunda liga de fútbol más importante del país.

## Historia
Fue fundado en la ciudad de Hell-Ville, en el cabo de Nosy-Bé, es el equipo más importante de la ciudad y el único que ha conseguido un título nacional, ganando el Campeonato malgache de fútbol en el año 1987. No tiene muchas apariciones en la máxima categoría y ha pasado más como un equipo amateur en Madagascar.
A nivel internacional han participado en un torneo continental, en la Copa Africana de Clubes Campeones 1988, en la que fue eliminado en la primera ronda por el Matchedje Maputo de Mozambique.

## Palmarés
- Campeonato malgache de fútbol: 1

1987

## Participación en competiciones de la CAF
| Temporada | Torneo                            | Ronda | Club             | Casa | Visita | Global |
| --------- | --------------------------------- | ----- | ---------------- | ---- | ------ | ------ |
| 1988      | Copa Africana de Clubes Campeones | 1     | Matchedje Maputo | 2-1  | 1-3    | 3-4    |